# Agapanthiini
Tribu
Les Agapanthiini sont une tribu d'insectes coléoptères cérambycidés de la sous-famille des Lamiinae répandue dans tout le monde avec plus de 70 genres et six cents espèces.

## Description
Les Agapanthiini sont des longicornes ailés, caractérisés  par les ongles divergents, les tibias intermédiaires simples et le scape sans carène (cicatrise). Ils ont donc tous les caractéristiques des Pteropliini dont ils différent par l'aspect bien plus mince et allongé.
La coloration est généralement mimétique avec les rameaux voire les herbes.

## Liste des genres présents en France
Les Agapanthini de France métropolitaine ne comprennent que deux genres, le premier avec huit-dix espèces (selon les auteurs) et le  deuxième une seulement,:
- Agapanthia Audinet-Serville, 1835
- Calamobius Guérin-Méneville, 1846

La tribu est absente des Antilles françaises, bien qu'elle soit présente dans les Grandes Antilles avec le genre Spalacopsis Newman, 1842.

## Autres genres présents en Europe
- Agapanthiola Ganglbauer, 1900
- Theophilea Pic, 1895